# Canottaggio ai Giochi della XXX Olimpiade - 4 senza maschile
Il 4 senza maschile dei Giochi della XXX Olimpiade si è svolto tra il 30 luglio e il 4 agosto 2012. Hanno partecipato 13 equipaggi.
La gara è stata vinta dall'equipaggio britannico (Alex Gregory, Tom James, Pete Reed, Andrew Triggs Hodge), mentre l'argento e il bronzo sono andati rispettivamente all'equipaggio australiano e a quello statunitense.

## Formato
Nel primo turno, i primi tre equipaggi di ogni batteria accedono alla semifinale, mentre gli altri competono in un ripescaggio che qualifica altri tre equipaggi. I qualificati competono in due semifinali; i primi tre classificati di ogni semifinale accedono alla finale A, che assegna le medaglie, mentre le altre alla finale B, per la classificazione dal 7º al 12º posto.

## Programma
| Data           | Ora (BST/UTC+1) | Turno      |
| -------------- | --------------- | ---------- |
| 30 luglio 2012 | 10:40           | Batterie   |
| 31 luglio 2012 | 10:00           | Ripescaggi |
| 2 agosto 2012  | 10:10           | Semifinali |
| 4 agosto 2012  | 10:30           | Finali     |

## Risultati

### Batterie
| Pos. | Atleti                                 | Nazione       | Tempo   | Note |
| ---- | -------------------------------------- | ------------- | ------- | ---- |
| 1    | Chapman, Dunkley-Smith, Ginn, Lockwood | Australia     | 5'47"06 | Q    |
| 2    | Hauffe, Käufer, Schmidt, Seifert       | Germania      | 5'49"84 | Q    |
| 3    | Dean, Jacob, O'Farrell, Wilkinson      | Canada        | 5'50"78 | Q    |
| 4    | Harris, O'Neill, Uru, Williams         | Nuova Zelanda | 5'51"84 |      |
| 5    | Đerić, Jagar, Vasić, Vuković           | Serbia        | 5'53"35 |      |

| Pos. | Atleti                                  | Nazione       | Tempo   | Note |
| ---- | --------------------------------------- | ------------- | ------- | ---- |
| 1    | Gregory, James, Reed, Triggs Hodge      | Gran Bretagna | 5'50"27 | Q    |
| 2    | Cozmiuc, Curuea, Palamariu, Pîrghie     | Romania       | 5'52"87 | Q    |
| 3    | Kazuboŭski, Lialin, Mihal', Ščerbačenia | Bielorussia   | 5'53"26 | Q    |
| 4    | Bruncvík, Horváth, Klang, Podrazil      | Rep. Ceca     | 5'54"37 | R    |

| Pos. | Atleti                                   | Nazione     | Tempo   | Note |
| ---- | ---------------------------------------- | ----------- | ------- | ---- |
| 1    | Cole, Gault, Ochal, Rummel               | Stati Uniti | 5'54"88 | Q    |
| 2    | Hendriks, Knab, Meylink, Versluis        | Paesi Bassi | 5'55"99 | Q    |
| 3    | Christou, Papachristos, Tsilis, Tziallas | Grecia      | 5'57"71 | Q    |
| 4    | Agamennoni, Capelli, Paonessa, Venier    | Italia      | 6'02"01 | R    |

### Ripescaggio
| Pos. | Atleti                                | Nazione       | Tempo   | Note |
| ---- | ------------------------------------- | ------------- | ------- | ---- |
| 1    | Đerić, Jagar, Vasić, Vuković          | Serbia        | 6'01"97 | Q    |
| 2    | Harris, O'Neill, Uru, Williams        | Nuova Zelanda | 6'03"66 | Q    |
| 3    | Agamennoni, Capelli, Paonessa, Venier | Italia        | 6'04"27 | Q    |
| 4    | Bruncvík, Horváth, Klang, Podrazil    | Rep. Ceca     | 6'04"56 |      |

### Semifinali
| Pos. | Atleti                                  | Nazione       | Tempo   | Note |
| ---- | --------------------------------------- | ------------- | ------- | ---- |
| 1    | Gregory, James, Reed, Triggs Hodge      | Gran Bretagna | 5'58"26 | Q    |
| 2    | Chapman, Dunkley-Smith, Ginn, Lockwood  | Australia     | 5'59"23 | Q    |
| 3    | Hendriks, Knab, Meylink, Versluis       | Paesi Bassi   | 6'03"71 | Q    |
| 4    | Agamennoni, Capelli, Paonessa, Venier   | Italia        | 6'05"00 |      |
| 5    | Kazuboŭski, Lialin, Mihal', Ščerbačenia | Bielorussia   | 6'05"26 |      |
| 6    | Đerić, Jagar, Vasić, Vuković            | Serbia        | 6'07"41 |      |

| Pos. | Atleti                                   | Nazione       | Tempo   | Note |
| ---- | ---------------------------------------- | ------------- | ------- | ---- |
| 1    | Cole, Gault, Ochal, Rummel               | Stati Uniti   | 6'01"72 | Q    |
| 2    | Christou, Papachristos, Tsilis, Tziallas | Grecia        | 6'02"61 | Q    |
| 3    | Hauffe, Käufer, Schmidt, Seifert         | Germania      | 6'04"61 | Q    |
| 4    | Harris, O'Neill, Uru, Williams           | Nuova Zelanda | 6'06"36 |      |
| 5    | Dean, Jacob, O'Farrell, Wilkinson        | Canada        | 6'08"90 |      |
| 6    | Cozmiuc, Curuea, Palamariu, Pîrghie      | Romania       | 6'12"74 |      |

### Finali
| Pos. | Atleti                                  | Nazione       | Tempo   | Note |
| ---- | --------------------------------------- | ------------- | ------- | ---- |
| 1    | Kazuboŭski, Lialin, Mihal', Ščerbačenia | Bielorussia   | 6'09"31 |      |
| 2    | Agamennoni, Capelli, Paonessa, Venier   | Italia        | 6'09"42 |      |
| 3    | Dean, Jacob, O'Farrell, Wilkinson       | Canada        | 6'11"15 |      |
| 4    | Đerić, Jagar, Vasić, Vuković            | Serbia        | 6'11"94 |      |
| 5    | Harris, O'Neill, Uru, Williams          | Nuova Zelanda | 6'11"97 |      |
| 6    | Cozmiuc, Curuea, Palamariu, Pîrghie     | Romania       | 6'16"20 |      |

| Pos. | Atleti                                   | Nazione       | Tempo   | Note |
| ---- | ---------------------------------------- | ------------- | ------- | ---- |
|      | Gregory, James, Reed, Triggs Hodge       | Gran Bretagna | 6'03"97 |      |
|      | Chapman, Dunkley-Smith, Ginn, Lockwood   | Australia     | 6'05"19 |      |
|      | Cole, Gault, Ochal, Rummel               | Stati Uniti   | 6'07"20 |      |
| 4    | Christou, Papachristos, Tsilis, Tziallas | Grecia        | 6'11"43 |      |
| 5    | Hendriks, Knab, Meylink, Versluis        | Paesi Bassi   | 6'14"78 |      |
| 6    | Hauffe, Käufer, Schmidt, Seifert         | Germania      | 6'16"37 |      |